# آيت على نتاكوت (إيبضر)
آيت على نتاكوت هي إحدى مشيخات المملكة المغربية، تتبع جغرافيا لإقليم سيدي إفني وإداريًا لإيبضر. يقدر عدد سكانها بـ 5179 نسمة حسب الإحصاء الرسمي للسكان والسكنى لسنة 2004.